# Sant Andreu Salou
Sant Andreu Salou település Spanyolországban, Girona tartományban. Sant Andreu Salou Campllong, Cassà de la Selva, Caldes de Malavella és Riudellots de la Selva községekkel határos. Lakosainak száma 172 fő (2024).

## Népesség
A település népessége az elmúlt években az alábbi módon változott:
| Lakosok száma | 101  | 321  | 297  | 282  | 156  | 152  | 152  | 155  | 155  | 172  |
|               | 1717 | 1887 | 1936 | 1960 | 1986 | 2004 | 2009 | 2014 | 2019 | 2024 |